# Xenija Jurjewna Perwak
Xenija Jurjewna Perwak (russisch Ксения Юрьевна Первак; englische Schreibweise Ksenia Pervak; * 27. Mai 1991 in Tscheljabinsk, Sowjetunion) ist eine ehemalige russische Tennisspielerin. 2012 und in der ersten Hälfte des Jahres 2013 trat sie für Kasachstan an.

## Karriere
Im Einzel gewann Perwak, die Hartplätze bevorzugt, einen Titel auf der WTA Tour sowie neun Turniere auf dem ITF Women’s Circuit. Mit verschiedenen Partnerinnen war sie bei drei ITF-Turnieren auch im Doppel erfolgreich. 2009 gewann sie als 17-Jährige das Juniorinnen-Turnier der Australian Open. Im Finale besiegte sie Laura Robson mit 6:3 und 6:1.
Ihren größten Erfolg erzielte sie 2011 mit dem Einzug ins Achtelfinale der Wimbledon Championships, in dem sie der Österreicherin Tamira Paszek in drei Sätzen unterlag. 2012 musste sie bei den US Open ihr Erstrundenmatch gegen Carla Suárez Navarro beim Stande von 7:5, 1:2 aufgeben. Im ersten Halbjahr 2013 spielte Perwak vier Partien (nur Einzel) für die kasachische Fed-Cup-Mannschaft, von denen sie drei gewann.
Am 5. November 2015 gab sie aufgrund anhaltender Verletzungen ihren Rücktritt bekannt.
Nach knapp zehn Monaten kehrte sie beim ITF-Turnier in Sankt Petersburg auf die Tour zurück. Nach ihrem Scheitern in der Qualifikation für die Australian Open im Januar 2017 war sie nicht wieder angetreten.

## Turniersiege

### Einzel
| Nr. | Datum              | Turnier   | Kategorie         | Belag             | Finalgegnerin      | Ergebnis      |
| --- | ------------------ | --------- | ----------------- | ----------------- | ------------------ | ------------- |
| 1   | 30. September 2007 | Batumi    | ITF $25.000       | Hartplatz         | Corinna Dentoni    | 6:4, 6:3      |
| 2   | 17. August 2008    | Pensa     | ITF $50.000       | Sand              | Sofia Schapatawa   | 6:4, 6:1      |
| 3   | 23. August 2008    | Moskau    | ITF $25.000       | Sand              | Jelena Kulikowa    | 3:6, 6:3, 6:1 |
| 4   | 8. August 2009     | Moskau    | ITF $25.000       | Sand              | Jekaterina Iwanowa | 4:6, 6:4, 6:2 |
| 5   | 15. August 2009    | Moskau    | ITF $25.000       | Sand              | Jekaterina Iwanowa | 6:0, 6:2      |
| 6   | 3. Oktober 2009    | Helsinki  | ITF $25.000       | Hartplatz (Halle) | Stéphanie Foretz   | 6:4, 6:2      |
| 7   | 4. Juli 2010       | Toruń     | ITF $25.000       | Sand              | Magda Linette      | 6:4, 6:1      |
| 8   | 17. September 2011 | Taschkent | WTA International | Hartplatz         | Eva Birnerová      | 6:3, 6:1      |
| 9   | 3. November 2013   | Istanbul  | ITF $25.000       | Hartplatz (Halle) | Angelina Kalinina  | 6:0, 7:5      |
| 10  | 10. November 2013  | Istanbul  | ITF $50.000       | Hartplatz (Halle) | Eva Birnerová      | 6:4, 7:64     |

### Doppel
| Nr. | Datum              | Turnier         | Kategorie   | Belag           | Partnerin        | Finalgegnerinnen                         | Ergebnis          |
| --- | ------------------ | --------------- | ----------- | --------------- | ---------------- | ---------------------------------------- | ----------------- |
| 1   | 12. September 2008 | Russe           | ITF $25.000 | Sand            | Alexandra Panowa | Witalija Djatschenko Jewgenija Paschkowa | 6:2, 6:75, [10:5] |
| 2   | 9. November 2008   | Ismaning        | ITF $50.000 | Teppich (Halle) | Oksana Ljubtsowa | Julia Görges Laura Siegemund             | 6:2, 4:6, [10:7]  |
| 3   | 3. April 2010      | Chanty-Mansijsk | ITF $50.000 | Teppich (Halle) | Alexandra Panowa | Nadija Kitschenok Ljudmyla Kitschenok    | 7:67, 2:6, [10:7] |

## Abschneiden bei Grand-Slam-Turnieren

### Einzel
| Turnier         | 2010 | 2011 | 2012 | 2013 | 2014 | Karriere |
| --------------- | ---- | ---- | ---- | ---- | ---- | -------- |
| Australian Open | —    | 1    | 1    | 2    | —    | 2        |
| French Open     | 1    | 1    | 1    | —    | 1    | 1        |
| Wimbledon       | —    | AF   | 1    | —    | Q1   | AF       |
| US Open         | 1    | 1    | 1    | Q3   | 1    | 1        |

### Doppel
| Turnier         | 2011 | 2012 | 2013 | Karriere |
| --------------- | ---- | ---- | ---- | -------- |
| Australian Open | —    | 1    | 2    | 2        |
| French Open     | —    | 1    | —    | 1        |
| Wimbledon       | —    | 1    | —    | 1        |
| US Open         | 1    | —    | —    | 1        |